# Hegaualb (FFH-Gebiet)
Das FFH-Gebiet Hegaualb ist ein 2005 durch das Regierungspräsidium Freiburg nach der Richtlinie 92/43/EWG (Fauna-Flora-Habitat-Richtlinie) angemeldetes Schutzgebiet (Schutzgebietskennung DE-8118-341) im Süden des deutschen Landes Baden-Württemberg. Mit Verordnung des Regierungspräsidiums Freiburg vom 25. Oktober 2018 (in Kraft getreten am 11. Januar 2019), wurde das Schutzgebiet ausgewiesen.

## Lage
Das rund 1.372 Hektar (ha) große Schutzgebiet „Hegaualb“ gehört zu den Naturräumen Hegau, Donau-Ablach-Platten, Randen, Hegaualb sowie Baaralb und Oberes Donautal. Seine über vierzig Teilgebiete erstrecken sich zwischen Tengen im Südwesten und Neuhausen ob Eck im Nordosten und verteilen sich auf zwei Landkreise, vier Städte und drei Gemeinden:
- Landkreis Konstanz (58,2 % = 798,5 ha)
  - Stadt Engen: 25,1 % = 344,8 ha
  - Stadt Tengen: 33,1 % = 453,7 ha
- Landkreis Tuttlingen (41,8 % = 573,4 ha)
  - Stadt Geisingen: 1,1 % = 15,6 ha
  - Stadt Tuttlingen: 6,4 % = 88,4 ha
  - Gemeinde Emmingen-Liptingen: 10,5 % = 143,6 ha
  - Gemeinde Immendingen: 22,9 % = 313,6 ha
  - Gemeinde Neuhausen ob Eck: 0,9 % = 12,2 ha

## Schutzzweck
Wesentlicher Schutzzweck ist die Erhaltung der Kulturlandschaft des nordwestlichen Hegaus und der Hegaualb mit artenreichen Magerwiesen und -rasen, Trockensäumen, Ackerflächen und ausgedehnten naturnahen Laubwäldern mit einzelnen Rieden sowie zwei Höhlen. Im Gebiet finden sich überdurchschnittlich große und artenreiche Komplexbiotope auf Trockenstandorten.

## Lebensräume
Die Vielfalt von trockenen und feuchten Lebensraumtypen im Schutzgebiet wird unter anderem mit „natürlichen, nährstoffreichen Seen“ (3150; 0,43 ha), „Pfeifengraswiesen“ (6410; 27,31 ha), „mageren Flachland-Mähwiesen“ (6510; 270,96 ha), „Waldmeister-Buchenwäldern“ (9130; 101,17 ha), „naturnahen Kalk-Trockenrasen“ (6210; 4,22 ha) sowie „Flüssen der planaren bis montanen Stufe“ (3260; 0,63 ha) beschrieben.

### Lebensraumklassen
|                                                              |                                                              |  |      |      |
| N07 – Moore, Sümpfe, Uferbewuchs                             | N07 – Moore, Sümpfe, Uferbewuchs                             |  | 1 %  | 1 %  |
| N09 – Trockenrasen, Steppen                                  | N09 – Trockenrasen, Steppen                                  |  | 12 % | 12 % |
| N10 – Feuchtes und mesophiles Grünland                       | N10 – Feuchtes und mesophiles Grünland                       |  | 34 % | 34 % |
| N14 – trockengelegtes Gelände                                | N14 – trockengelegtes Gelände                                |  | 3 %  | 3 %  |
| N15 – Anderes Ackerland                                      | N15 – Anderes Ackerland                                      |  | 5 %  | 5 %  |
| N16 – Laubwald                                               | N16 – Laubwald                                               |  | 12 % | 12 % |
| N17 – Nadelwald                                              | N17 – Nadelwald                                              |  | 13 % | 13 % |
| N19 – Mischwald                                              | N19 – Mischwald                                              |  | 19 % | 19 % |
| N21 – Nichtwaldgebiete mit hölzernen Pflanzen, Gestrüpp usw. | N21 – Nichtwaldgebiete mit hölzernen Pflanzen, Gestrüpp usw. |  | 1 %  | 1 %  |
|                                                              |                                                              |  |      |      |

## Zusammenhängende Schutzgebiete
Mit dem FFH-Gebiet „Hegaualb“ sind der „Naturpark Obere Donau“, die Naturschutzgebiete „Biezental-Kirnerberg“ (3.137), „Schopfeln-Rehletal“ (3.281) und „Tiefenried“ (3.064) sowie das Landschaftsschutzgebiet „Hegau“ (3.27.057 und 3.35.004) als zusammenhängende Schutzgebiete ausgewiesen.

## Flora und Fauna

### Flora
Folgende, im Anhang II der Richtlinie 92/43/EWG aufgeführte Pflanzenart ist im Schutzgebiet erfasst: Gelber Frauenschuh (Cypripedium calceolus).

### Fauna
Folgende, im Anhang II der Richtlinie 92/43/EWG aufgeführte Tierarten sind im Schutzgebiet erfasst: Gelbbauchunke (Bombina variegata), der Nördliche Kammmolch (Triturus cristatus) sowie der Europäische Biber (Castor fiber).